# Eucoptocnemis lunatica
Eucoptocnemis lunatica är en fjärilsart som beskrevs av Köhler 1979. Eucoptocnemis lunatica ingår i släktet Eucoptocnemis och familjen nattflyn. Inga underarter finns listade i Catalogue of Life.